# کاله میکولاینن
کاله میکولاینن (فنلاندی: Kalle Mikkolainen; ۹ ژانویهٔ ۱۸۸۳ – ۲۸ مارس ۱۹۲۸) ژیمناست اهل فنلاند بود.
وی در مسابقات کشوری و بین‌المللی در مجموع برندهٔ ۱ مدال برنز شده‌است.